# Гущина, Анна Александровна
Анна Александровна Гущина (род. 5 мая 1997 года, Московская область, Россия) — российская дзюдоистка, чемпионка России 2021 года. Бронзовая призёрка чемпионата мира 2019. Мастер спорта России по дзюдо.

## Биография
Анна родилась в деревне Давыдово, Московской области. Начала заниматься дзюдо с 10 лет. Первый её тренер был Александр Чаптыков.
Является студенткой Волгоградской государственной академии физической культуры.

## Спортивная карьера
С 2014 года Анна выступает на международных турнирах. Она стала второй на кубке Европы среди кадетов в Твери, в 2015 году стала победительницей кубка Европы в Санкт-Петербурге. 2016 год стал для неё удачным, она выиграла первенство России среди юниоров в Ростове-на-Дону и чемпионат России до 23 лет в Нальчике, затем кубок Европы в Каунисе (Литва) и в Лейпциге (Германия). В 2017 году вновь выиграла чемпионат России до 23 лет в Кемерово и отобралась на первенство Европы среди юниоров, проходивший в Словении, там она стала обладательницей серебряной медали. Дважды победительница Кубков Европы в Ла-Корунье и Санкт-Петербурге. В 2018 году взяла бронзовую медаль, выступив на взрослом уровне, на турнире серии гран-при в Агадире, после она выиграла кубок Европы среди юниоров в Братиславе, Словакия. На турнире серии гран-при 2019 года в Анталье, она стала бронзовой медалисткой, на кубке Европы в Оренбурге стала первой, а затем выиграла бронзовые медали на Летней универсиаде и на взрослом командном чемпионате мира в Токио. На чемпионате мира среди военнослужащих 2021 года финишировала третьей.
Чемпионка России 2021 среди взрослых.
С 2020 года на национальных турнирах представляет Ямало-Ненецкий автономный округ.

## Спортивные достижения
- Гран-при 2018 (Агадир) — ;
- Гран-при 2019 (Анталья) — ;
- Чемпионат мира по дзюдо 2019 — ;
- Чемпионат мира среди военнослужащих 2021 — ;
- Чемпионат России по дзюдо 2021 — ;
- Чемпионат России по дзюдо 2022 — ;
- Дзюдо на Всероссийской спартакиаде 2022 — ;
- Чемпионат России по дзюдо 2023 — ;